# Зоряний пил (роман)
«Зоряний пил» (англ. Stardust) — фентезійний роман Ніла Ґеймана. Твір розповідає про пригоди юнака Трістрана Торна з селища Стіна, що межує з Чарівною країною, місцем, куди у пошуках впалої зірки й вирушає хлопець. Роман приніс автору Міфопоетичну премію (1999) та премію «Алекс» (2000) від Американської бібліотечної асоціації.

## Ідея та її реалізація
Ідея книги прийшла до Ґеймана під час Тусонської вечірки, приуроченій Всесвітній премії фентезі 1991 року (Ґейманова розповідь «Сон літньої ночі» здобула тоді перемогу у категорії «Найкраще оповідання»). В одному з інтерв'ю письменник згадав, як спостерігав тоді за нічним небом:
|  | В Англії я вже бачив, як падають зірки, але вони мали вигляд промінчика світла, що летить у небі. Тоді я знаходився у пустелі [Тускон, Аризона], коли раптом побачив метеорит, який летів доволі неподалік. Там не було світлового забруднення, тому здавалося, що це падає діамант. Я спостерігав, як він падає на відстані 10-20 миль від мене, як раптом мені прийшло на думку: "Господи, я щойно побачив падіння зірки і мені відомо, де вона впала. Я б міг піти та відшукати її". Опісля почалась дивна хвиля, коли я почав ставити питання: "А якщо?". Мені спало на думку: "А якщо я знайду те місце і там не буде жодного шматка метеоричного заліза? А якщо це дівчина? А якщо вона і є впалою зорею? А якщо вона зламала ногу? А якщо вона розлютилась?". Неочікувано в мене з'явилася розповідь.Оригінальний текст (англ.) In England I'd seen shooting stars, and they were like a streak of light across the sky. Now I'm out in the desert, and what I'm seeing is a meteor coming fairly close with no light pollution anywhere, and it's like a diamond coming down. I'm watching it fall, somewhere over there — 10 to 20 miles away. And I'm thinking, 'My God, I just saw a falling star, and I know where it fell. I could go and find it.Then there was this weird what-if moment, and I thought: What if when I found it, it wasn't a little lump of meteoric iron? What if it was a girl? What if she was the falling star? What if she had a broken leg? And what if she was angry? Suddenly I had a story. |

.
Повернувшись на вечірку, Ґейман відшукав ілюстратора Чарльза Весса та домовився з ним про майбутній проєкт. Першопочатково «Зоряний пил» вийшов у форматі коміксів. У 1997—1998 роках «DC Comics» видало однойменну мінісерію коміксів, що складалася з чотирьох номерів. У жовтні 1998 року відбувся передрук розповіді в однотомному ілюстрованому виданні — «Зоряний пил: Роман у межах королівств Чарівної Країни» (Stardust: Being A Romance Within The Realms of Faerie). Версія ж роману «Зоряний пил» без ілюстрацій Чарльза Весса побачила світ 1999 року у видавництві «Спайк Ейвон Букс».

## Стиль
Роман відрізняється від інших творів Ґеймана, оскільки книга написана у стилі першопрохідців англійського фентезі 20-х років XX століття. Зокрема помітні паралелі з романом Лорда Дансені «Дочка короля Країни Ельфів» (1924), який розповідає про те, як з Країни Ельфів викрадають принцесу та доправляють її до Англії. Також існують схожості з романом Гоуп Мірліс «Луд-Туманний» (1926), події якого відбуваються в містечку, що знаходиться на межі з Чарівною Країною.

## Сюжет
Селище Стіна знаходиться на межі з Чарівною Країною та відділяється від світу магії кам'яним муром, що має «один-єдиний прохід — отвір футів з шість завширшки, трохи далі на північ від селища». Прохід весь час охороняється, єдиним винятком стає період Травневого свята, під час якого варта знімається, адже по той бік муру раз на дев'ять років проводиться ярмарок. Саме під час одного зі таких свят, Дустан Торн зустрічає дівчину, яка перебуває у рабстві у чаклунки та продає в одній з яток ярмарки. Від їхнього короткотривалого союзу народжується син Трістран.
Головні ж події роману відбуваються через сімнадцять років, коли Трістран Торн перетинає мур та вирушає до Чарівної Країни у пошуках зірки, що впала. Юнак погоджується на таку мандрівку, щоб завоювати серце своєї коханої, яка погодилась вийти заміж за нього, якщо йому вдасться роздобути для неї впалу зірку.
Падіння зірки спричинив вісімдесять перший Лорд Штормгольда, який підкинув у небо Топаз Влади, що й вцілив у зорю. На пошуки коштовного каменя вирушають троє його синів, адже той, хто першим роздобуде коштовність і стане наступним правителем Штормгольда. За впалою зіркою також вирушає одна з королев відьом Лілім, щоб роздобути та з'їсти зірчине серце, яке поверне їм молодість та магічні сили.
Під час своєї мандрівки, Трістран зустрічає маленького кошлатого чоловіка, лева та єдинорога, що зійшлись у бою, судно «Пропажа», яке полює за блискавками під командуванням капітана Йоганнеса Альберіка тощо. Виявляється, що існує ціле братерство, що зацікавлене у безпечному поверненні юнака назад до Стіни.

## Екранізація
2007 року світ побачила однойменна екранізація роману — «Зоряний пил».

## Переклад українською
- Ніл Ґейман. Зоряний пил. Переклад з англійської: Дмитро Кушнір. Київ: КМ-Букс, 2017. 240 стор. ISBN 978-617-7498-01-7